# Цинагола
Цинагола (груз. წინაგოლა) — село в Грузии, на территории Хобского муниципалитета края (мхаре) Самегрело-Верхняя Сванетия.

## География
Село находится в западной части Грузии, на правом берегу реки Мунчиа, на расстоянии приблизительно 2 километров (по прямой) к северо-западу от города Хоби, административного центра муниципалитета. Абсолютная высота — 16 метров над уровнем моря.

## Население
По результатам официальной переписи населения 2014 года, в Цинаголе проживало 648 человек (315 мужчин и 333 женщины). В национальной структуре населения грузины составляли 99,7 %, армяне — 0,15 %, русские — 0,15 %.
| Год  | Население, человек |
| ---- | ------------------ |
| 2002 | 1038               |
| 2014 | ↘ 648              |